# Gabriel Valencia
Gabriel Valencia född  1799, och död 1848 var mexikansk militär, och landets president 4 dagar 1845-1846.